# Mohamed Talis
Mohamed Talis (en arabe : محمد طاليس), est un footballeur international algérien né le 10 avril 1969 à Chlef. Il évoluait au poste de milieu de terrain.

## Biographie
Mohamed Talis reçoit quatre sélections en équipe d'Algérie entre 1998 et 2001. Il joue son premier match en équipe nationale le 4 novembre 1998, en amical contre la Bulgarie (score : 0-0). Il joue ensuite deux rencontres contre le Sénégal et le Maroc, lors des éliminatoires du mondial 2002. Il reçoit sa dernière sélection le 1er juin 2001, contre l'Angola, lors des éliminatoires de la Coupe d'Afrique des nations 2002 (victoire 3-2).
En club, il joue principalement en faveur de l'ASO Chlef, où il évolue pendant dix saisons, et du CR Belouizdad, où il joue cinq saisons.
Talis remporte deux titres de champion d'Algérie avec l'équipe de Belouizdad.
Il participe également à la Ligue des champions d'Afrique en 2001 et 2002.

## Statistiques

### Avec l'équipe d'Algérie
Le tableau suivant indique les rencontres de l'équipe d'Algérie dans lesquelles Mohamed Talis a été sélectionné, du 4 novembre 1998 jusqu'au 4 mai 2001.

## Palmarès
- Champion d'Algérie en 2000 et 2001 avec le CR Belouizdad
- Finaliste de la Coupe d'Algérie en 2003 avec le CR Belouizdad
- Finaliste de la Coupe d'Algérie en 1992 avec l'ASO Chlef
- Vainqueur de la Coupe de la Ligue d'Algérie en 2000 avec le CR Belouizdad